# En el barro
En el barro es una serie de televisión por internet de drama carcelario argentina-estadounidense producida por Telemundo Studios y Underground Producciones  para Netflix. Se trata de una serie derivada de El marginal (2016-2022), pero ambientada en una cárcel para mujeres. Está protagonizada por Ana Garibaldi, Valentina Zenere, Rita Cortese, Lorena Vega, Marcelo Subiotto, Carolina Ramírez y Ana Rujas. La serie se estrenó el 14 de agosto de 2025. Poco después, Netflix confirmó que se filmó en simultáneo una segunda temporada que será estrenada en 2026.

## Sinopsis
La historia se centra en Gladys, la esposa de Mario Borges, que tras intentar realizar un secuestro fallido cae presa en una cárcel de máxima seguridad para mujeres llamada La Quebrada, donde comenzará a introducirse y comprender el sistema penitenciario, incluyendo los bandos, el abuso de poder, la hostilidad del ambiente y la desgracia de ser el blanco de los grupos establecidos dentro de la cárcel por ser la nueva junto a sus otras cinco compañeras que llegaron con ella, conocidas como «las embarradas».

## Elenco

### Principal
- Ana Garibaldi como Gladys Guerra
- Valentina Zenere como Marina Delorsi
- Rita Cortese como Cecilia Moranzón
- Lorena Vega como Fabiana «La Zurda»
- Marcelo Subiotto como Soriano
- Carolina Ramírez como Yael Rubial
- Ana Rujas como Amparo «La Gallega» Vilches

### Secundario
- Martín Rodríguez como Alan Rosetti
- Erika de Sautu Riestra como Olga Giuliani
- Silvina Sabater como Victoria
- Camila Peralta como Soledad «Solita» Rodríguez
- Carla Pandolfi como Selva
- Payuca como Coca Vidiri
- Tatiana Glikman como «La China»
- Alejandra "Locomotora" Oliveras como «Roqui»
- Ana Devin como «Cachete»
- Adriana Ferrer como Elba
- Germán de Silva como Daniel
- Paula Carruega como Johanna
- Nayla Pose como Rocío
- Romina Escobar como Lechu
- Julieta Ruiz como Anabella
- Ana Paula Buljubasich como Noelia Conde
- Sabrina Lara como India
- Bianca Vilouta Rando como Yaniela
- Carmina y Daiana Gonella como las Gemelas
- Catalina Rendón como Brisa Rubial
- Paula Rubinsztein como Rosetta
- Santiago Caamaño como Rubén

### Participaciones
- Gerardo Romano como Sergio Antín
- Cecilia Rossetto como María Duarte
- Juana Molina como «Piquito»
- María Becerra como Cleo
- Michel Noher como Javier «El Cuervo» Fernández
- Benjamín Alfonso como Martín Ponce
- Jorge Lorenzo como Capece
- Graciela Tenenbaum como Lidia
- Juan Gil Navarro como Andrés Faccia
- Pablo Rago como Lalo
- Justina Bustos como Eugenia Faccia
- Silvana Sosto como Claudia
- Maite Lanata como Luna Lunati
- Andrea Bonelli como Paula Delorsi
- Juan Minujín como Miguel «Pastor» Palacios

## Episodios
| N.º | Título       | Dirigido por      | Escrito por                                                          | Fecha de lanzamiento original |
| --- | ------------ | ----------------- | -------------------------------------------------------------------- | ----------------------------- |
| 1   | «Episodio 1» | Alejandro Ciancio | Silvina Frejdkes, Alejandro Quesada, Omar Quiroga y Sebastián Ortega | 14 de agosto de 2025          |
| 2   | «Episodio 2» | Alejandro Ciancio | Silvina Frejdkes, Alejandro Quesada, Omar Quiroga y Sebastián Ortega | 14 de agosto de 2025          |
| 3   | «Episodio 3» | Alejandro Ciancio | Silvina Frejdkes, Alejandro Quesada, Omar Quiroga y Sebastián Ortega | 14 de agosto de 2025          |
| 4   | «Episodio 4» | Alejandro Ciancio | Silvina Frejdkes, Alejandro Quesada, Omar Quiroga y Sebastián Ortega | 14 de agosto de 2025          |
| 5   | «Episodio 5» | Alejandro Ciancio | Silvina Frejdkes, Alejandro Quesada, Omar Quiroga y Sebastián Ortega | 14 de agosto de 2025          |
| 6   | «Episodio 6» | Alejandro Ciancio | Silvina Frejdkes, Alejandro Quesada, Omar Quiroga y Sebastián Ortega | 14 de agosto de 2025          |
| 7   | «Episodio 7» | Alejandro Ciancio | Silvina Frejdkes, Alejandro Quesada, Omar Quiroga y Sebastián Ortega | 14 de agosto de 2025          |
| 8   | «Episodio 8» | Alejandro Ciancio | Silvina Frejdkes, Alejandro Quesada, Omar Quiroga y Sebastián Ortega | 14 de agosto de 2025          |

## Desarrollo

### Producción
En febrero de 2024, surgieron los primeros rumores de una posible serie derivada de El marginal (2016-2022) que podría estar centrado en la historia de los personajes de Sergio Antín (Gerardo Romano) y Gladys Guerra (Ana Garibaldi). En marzo de ese año, Underground Producciones y Telemundo Global Studios confirmaron la realización del proyecto con el título inicial Barro, cuya trama estaría ambientada en una cárceles de mujeres, en la cual Gladys termina presa. Además, se anunció a Silvina Frejdkes, Alejandro Quesada y Omar Quiroga como los guionistas, a Alejandro Ciancio como el director de los episodios y Julia Freid como directora de arte.
Posteriormente, se comunicó que la primera temporada estaría conformada por ocho episodios y al mismo tiempo se desarrollaría una segunda temporada con la misma cantidad de episodios. En julio de 2024, se hizo oficial que el título del proyecto sería En el barro y que sería estrenado por Netflix en 2025.

### Casting
En abril de 2024, se reveló que los primeros actores confirmados para el elenco eran Ana Garibaldi y Gerardo Romano. Al mes siguiente, Rita Cortese se unió al elenco principal. En junio de ese año, Valentina Zenere, Cecilia Rossetto y Lorena Vega fueron fichadas para la serie. Poco después, se anunció las incorporaciones de Juana Molina, Alejandra Oliveras, Carolina Ramírez y Camila Peralta. Al mismo tiempo, se informó que la China Suárez se sumaría a la primera temporada con una participación pequeña y que su personaje sería promovido al elenco principal en la segunda temporada. Luego, se confirmó que Ana Rujas, Erika de Sautu Riestra, Martín Rodríguez, Silvina Sabater, Payuca y Carla Pandolfi tendrían papeles secundarios, mientras que Juan Gil Navarro, Justina Bustos y María Becerra realizarían una participación especial.
En septiembre de 2024, se anunció que Verónica Llinás, Inés Estévez, Victorio D'Alessandro, Julieta Ortega, Lola Berthet y Adabel Guerrero fueron fichados para la segunda temporada.

### Rodaje
La fotografía principal de la serie inició el 2 de julio de 2024 en Buenos Aires. La cárcel de mujeres fue construida en una fábrica tabacalera abandonada en la localidad de San Martín. El 14 de septiembre de 2024, finalizaron las grabaciones de la primera temporada. El rodaje de la segunda temporada inició el 23 de septiembre y concluyó el 22 de noviembre de ese mismo año.

## Recepción

### Comentarios de la crítica
Diego Batlle, crítico de Otros Cines, otorgó 3.5 de 5 estrellas, describiéndola como un «sólido spin-off de El marginal» y destacó la dirección de Alejandro Ciancio y el trabajo del equipo de guionistas liderado por Sebastián Ortega, quienes crearon «un engranaje impecable». Batlle comparó la serie con películas argentinas como Atrapadas (1984) y Correccional de mujeres (1986), y destacó su diversidad, similar a Orange is the New Black (2013-2019). Por su parte, Juan Pablo Russo de Escribiendo Cine la calificó con 6.0/10, señalando que es una expansión exitosa de un modelo narrativo establecido, que busca consolidar y reafirmar su estructura original, valorando positivamente la dirección de Ciancio. Diego Lerer de Micropsia destacó las buenas actuaciones, narración efectiva y clima carcelario logrado, aunque criticó la predecibilidad y algunas escenas que «bordean el mal gusto», especialmente las relacionadas con contenido erótico, así como la explotación de lugares comunes en la narrativa de cárceles de mujeres.

### Audiencia
En el barro alcanzó el tercer lugar en la lista de series más vistas en Netflix a nivel mundial durante su fin de semana de estreno. Además, se convirtió en la serie en idioma no inglés más vista globalmente e ingresó en la lista de las diez series más vistas en sesenta y nueve países en la plataforma durante la semana. Según datos recopilados por la misma plataforma, En el barro tuvo la mayor de horas vistas en una semana para una serie de Netflix en idioma no inglés con un total de 5.6 millones de horas vistas en su primera semana de lanzamiento.